# Capoocan
Capoocan (Bayan ng Capoocan) är en kommun i Filippinerna. Kommunen ligger på ön Leyte, och tillhör provinsen Leyte. Folkmängden uppgår till 27 593 invånare.

## Barangayer
Capoocan är indelat i 21 barangayer.
| - Balucanad - Balud - Balugo - Cabul-an - Gayad - Culasian - Guinadiongan - Lemon - Libertad - Manloy - Nauguisan | - Pinamopoan - Poblacion Zone I - Poblacion Zone II - Potot - San Joaquin - Santo Niño - Talairan - Talisay - Tolibao - Visares |